# Andrea Huser
Andrea Huser (Alt Sankt Johann, 11 de diciembre de 1973-Saas-Fee, 28 de noviembre de 2020) fue una deportista suiza que compitió en ciclismo de montaña y triatlón.
Ganó una medalla de oro en el Campeonato Europeo de Ciclismo de Montaña en Maratón de 2002. En triatlón obtuvo una medalla de bronce en el Campeonato Europeo de Triatlón de Invierno de 2012.
Falleció en noviembre de 2020, a los 46 años, tras resbalarse y caer por una pendiente mientras se encontraba entrenando en la comuna de Saas-Fee (Suiza).

## Medallero internacional
| Campeonato Europeo | Campeonato Europeo      | Campeonato Europeo | Campeonato Europeo |
| Año                | Lugar                   | Medalla            | Competición        |
| ------------------ | ----------------------- | ------------------ | ------------------ |
| 2002               | Salzkammergut (Austria) | Medalla de oro     | Campo a través     |

| Campeonato Europeo | Campeonato Europeo | Campeonato Europeo | Campeonato Europeo |
| Año                | Lugar              | Medalla            | Prueba             |
| ------------------ | ------------------ | ------------------ | ------------------ |
| 2012               | Carcoforo (Italia) | Medalla de bronce  | Individual         |